# Episodi di Mao Mao e gli eroi leggendari
La prima stagione della serie animata Mao Mao e gli eroi leggendari è stata trasmessa negli Stati Uniti, da Cartoon Network, dal 1º luglio 2019 al 17 luglio 2020.
In Italia la stagione è stata trasmessa dal 6 gennaio al 4 settembre 2020 su Cartoon Network.
| nº | Titolo originale         | Titolo italiano            | Prima TV USA      | Prima TV Italia   |
| -- | ------------------------ | -------------------------- | ----------------- | ----------------- |
| 1  | I Love You Mao Mao       | Ti voglio bene, Mao Mao    | 1º luglio 2019    | 6 gennaio 2020    |
| 2  | Perfect Adventure        | L'avventura perfetta       | 1º luglio 2019    | 6 gennaio 2020    |
| 3  | No Shortcuts             | Nessuna scorciatoia        | 8 luglio 2019     | 16 gennaio 2020   |
| 4  | Ultraclops               | Mega-tasso                 | 8 luglio 2019     | 15 gennaio 2020   |
| 5  | Mao Mao's Bike Adventure | Avventura su due ruote     | 15 luglio 2019    | 22 gennaio 2020   |
| 6  | Breakup                  | L'importanza dell'amicizia | 15 luglio 2019    | 14 gennaio 2020   |
| 7  | Not Impressed            | Guardami!                  | 22 luglio 2019    | 22 gennaio 2020   |
| 8  | Enemy Mime               | Attenti alla gelatina!     | 22 luglio 2019    | 14 gennaio 2020   |
| 9  | Outfoxed                 | Allarme volpe              | 29 luglio 2019    | 21 gennaio 2020   |
| 10 | Bao Bao's Revenge        | Il ritorno di Bao Bao      | 29 luglio 2019    | 20 gennaio 2020   |
| 11 | Popularity Conquest      | Un nuovo Mao Mao           | 5 agosto 2019     | 16 gennaio 2020   |
| 12 | Sick Mao                 | Il raffreddore             | 5 agosto 2019     | 24 gennaio 2020   |
| 13 | Thumb War                | Guerra dei pollici         | 12 agosto 2019    | 21 gennaio 2020   |
| 14 | All By Mao Self          | Tutto a modo Mao           | 12 agosto 2019    | 15 gennaio 2020   |
| 15 | He's the Sheriff         | Chi comanda qui?           | 19 agosto 2019    | 23 gennaio 2020   |
| 16 | Bobo Chan                | Bobo Chan                  | 19 agosto 2019    | 25 gennaio 2020   |
| 17 | Small                    | Ciao, papà                 | 7 settembre 2019  | 25 gennaio 2020   |
| 18 | Legend of the Torbaclaun | La leggenda del Torbaclone | 7 settembre 2019  | 24 gennaio 2020   |
| 19 | Meet Tanya Keys          | Una nuova amica            | 7 settembre 2019  | 13 maggio 2020    |
| 20 | Weapon of Choice         | La spada magica            | 7 settembre 2019  | 23 gennaio 2020   |
| 21 | The Truth Stinks         | La verità puzza            | 14 settembre 2019 | 20 gennaio 2020   |
| 22 | Trading Day              | Scambio di identità        | 14 settembre 2019 | 4 maggio 2020     |
| 23 | Head Chef                | Mao Chef                   | 21 settembre 2019 | 14 maggio 2020    |
| 24 | Orangusnake Begins       | Le origini di Cobrarango   | 21 settembre 2019 | 6 maggio 2020     |
| 25 | Sugar Berry Fever        | Il codice degli eroi       | 28 settembre 2019 | 5 maggio 2020     |
| 26 | Captured Clops           | Tasso in trappola          | 28 settembre 2019 | 15 maggio 2020    |
| 27 | Flyaway                  | Paura del dentista         | 5 ottobre 2019    | 7 maggio 2020     |
| 28 | Baost in Show            | Chi vuol essere vanitoso?  | 5 ottobre 2019    | 8 maggio 2020     |
| 29 | Fright Wig               | Una parrucca spaventosa    | 12 ottobre 2019   | 11 maggio 2020    |
| 30 | Sleeper Sofa             | Il divano nuovo            | 12 ottobre 2019   | 12 maggio 2020    |
| 31 | Mao Mao's Nakey          | La scalata                 | 10 maggio 2020    | 24 agosto 2020    |
| 32 | Lucky Ducky Mug          | La tazza "paperotta"       | 7 luglio 2020     | 25 agosto 2020    |
| 33 | Lonely Kid               | L'importanza dell'amicizia | 8 luglio 2020     | 26 agosto 2020    |
| 34 | Try Hard                 | Lezioni da eroe            | 9 luglio 2020     | 27 agosto 2020    |
| 35 | Scared of Puppets        | La paura dei pupazzi       | 10 luglio 2020    | 28 agosto 2020    |
| 36 | The Perfect Couple       | La coppia perfetta         | 13 luglio 2020    | 31 agosto 2020    |
| 37 | Adoradad                 | Il papà di Adorabat        | 14 luglio 2020    | 1º settembre 2020 |
| 38 | Badge-A-Fire Explosion   | Cyber-boom!                | 15 luglio 2020    | 29 agosto 2020    |
| 39 | Zing Your Heart Out      | La sai l'ultima?           | 16 luglio 2020    | 3 settembre 2020  |
| 40 | Strange Bedfellows       | L'ultima battaglia         | 17 luglio 2020    | 4 settembre 2020  |

## Ti voglio bene, Mao Mao
- Titolo originale: I Love You Mao Mao
- Diretto da: Michael Moloney
- Scritto da: Nathanael H. Jones e Alexandria Kwan

### Trama
Gli avventurieri Mao Mao e Cybertasso danneggiano accidentalmente il Cuore Puro, che protegge la  Valle del Cuore Puro dai pericoli del mondo. Insieme alla coraggiosa Adorabat, il trio deve proteggere la città dai cattivi, in particolare il pirata Orangusnake, che hanno in programma di rubare il Cuore Puro.
- Ascolti USA: telespettatori 437.000 – rating/share 18-49 anni (anteprima);[3] telespettatori 270.000 – rating/share 18-49 anni (premiere).[4]

## L'avventura perfetta
- Titolo originale: Perfect Adventure
- Diretto da: Michael Moloney
- Scritto da: Michael Moloney e Parker Simmons

### Trama
Adorabat teme che Mao Mao rinuncerà alle avventure a causa dello stile di vita semplicistico della città, decidendo quindi di personalizzare un'avventura da seguire per Mao Mao e Cybertasso. Le cose iniziano lentamente a sfuggire di mano quando Adorabat finisce per condurre i due in situazioni sempre più disastrose, mettendoli in pericolo.
- Ascolti USA: telespettatori 255.000 – rating/share 18-49 anni.[4]

## Nessuna scorciatoia
- Titolo originale: No Shortcuts
- Diretto da: Michael Moloney
- Scritto da: Phil Ahn e Allison Craig

### Trama
Sentendosi inutile in battaglia, Adorabat fa creare a Cybertasso una gamba di legno cibernetica soprannominata Mega-Meca per aiutarla. L'arma si rivela essere troppo per lei e quando Mao Mao insiste per sbarazzarsene, Adorabat corre ad affrontare Cobrarango da sola e finisce per essere catturata e usata per la sua ultima arma.
- Ascolti USA: telespettatori 300.000 – rating/share 18-49 anni.[5]